# レンフェ251形電気機関車
レンフェ251形電気機関車（れんふぇ251がたでんききかんしゃ・スペイン語: Serie 251 de Renfe）は、スペインの国有鉄道・レンフェの電気機関車。
日本から輸入した機関車という意味から、本形式以前にスペインへ導入されていた三菱設計の電気機関車とともに、「日本の、日本人」を意味する"Las Japonesas"（ラス・ハポネサス）の愛称がある。

## 関連項目

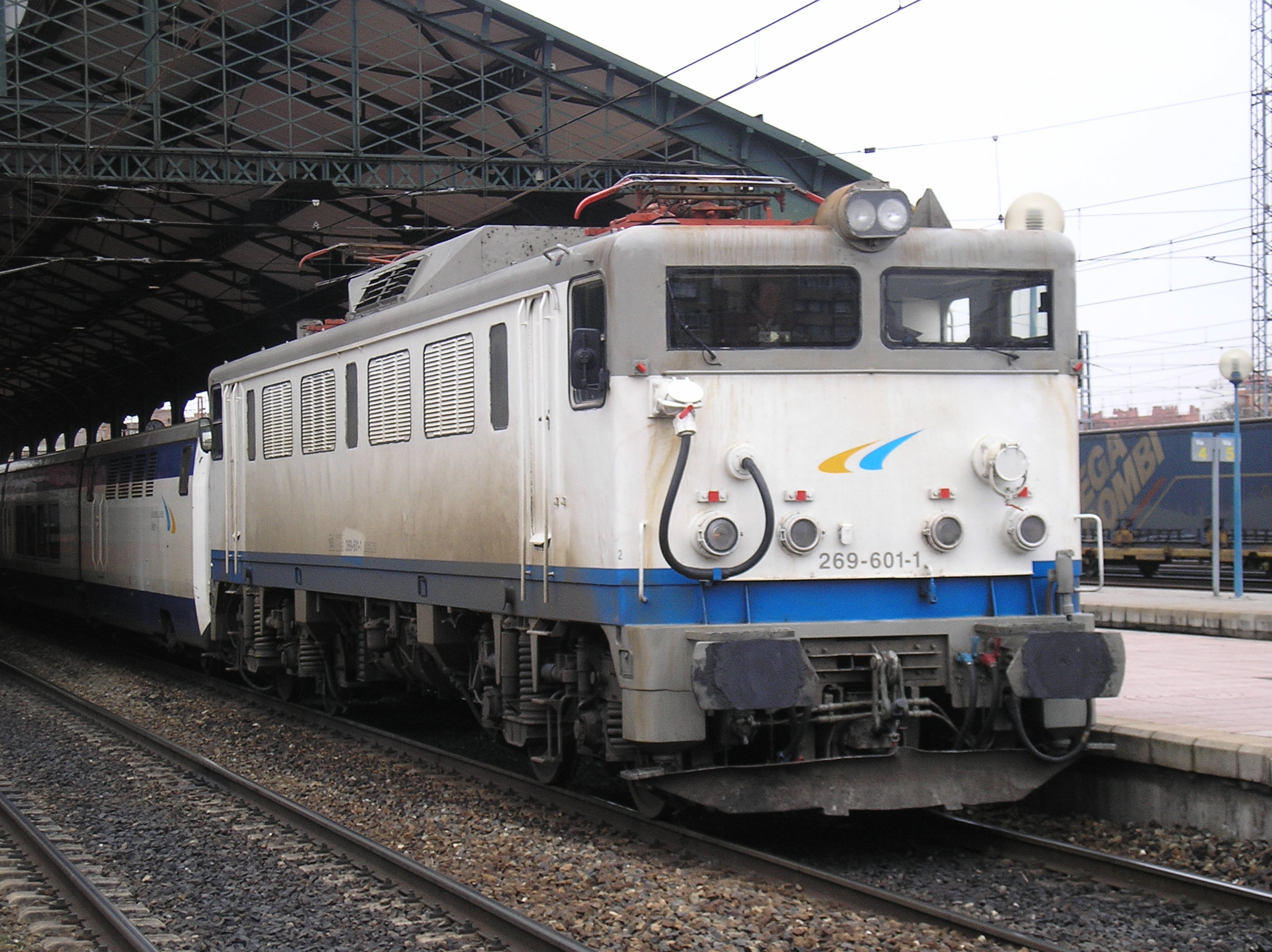
269形電気機関車 600番台・更新後
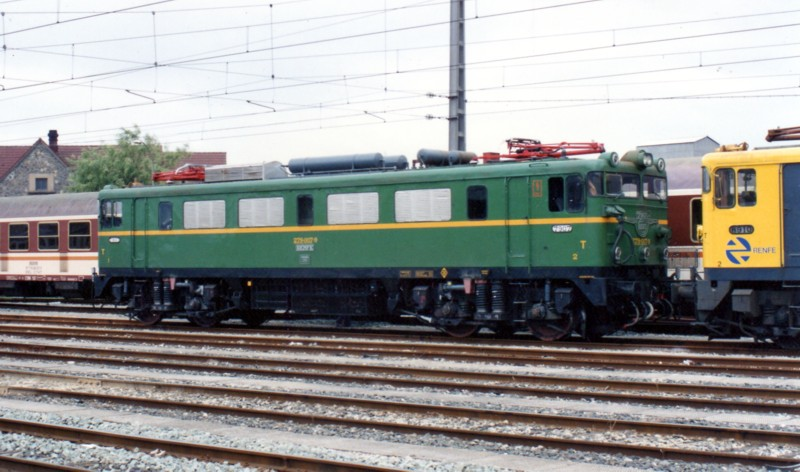
279形電気機関車
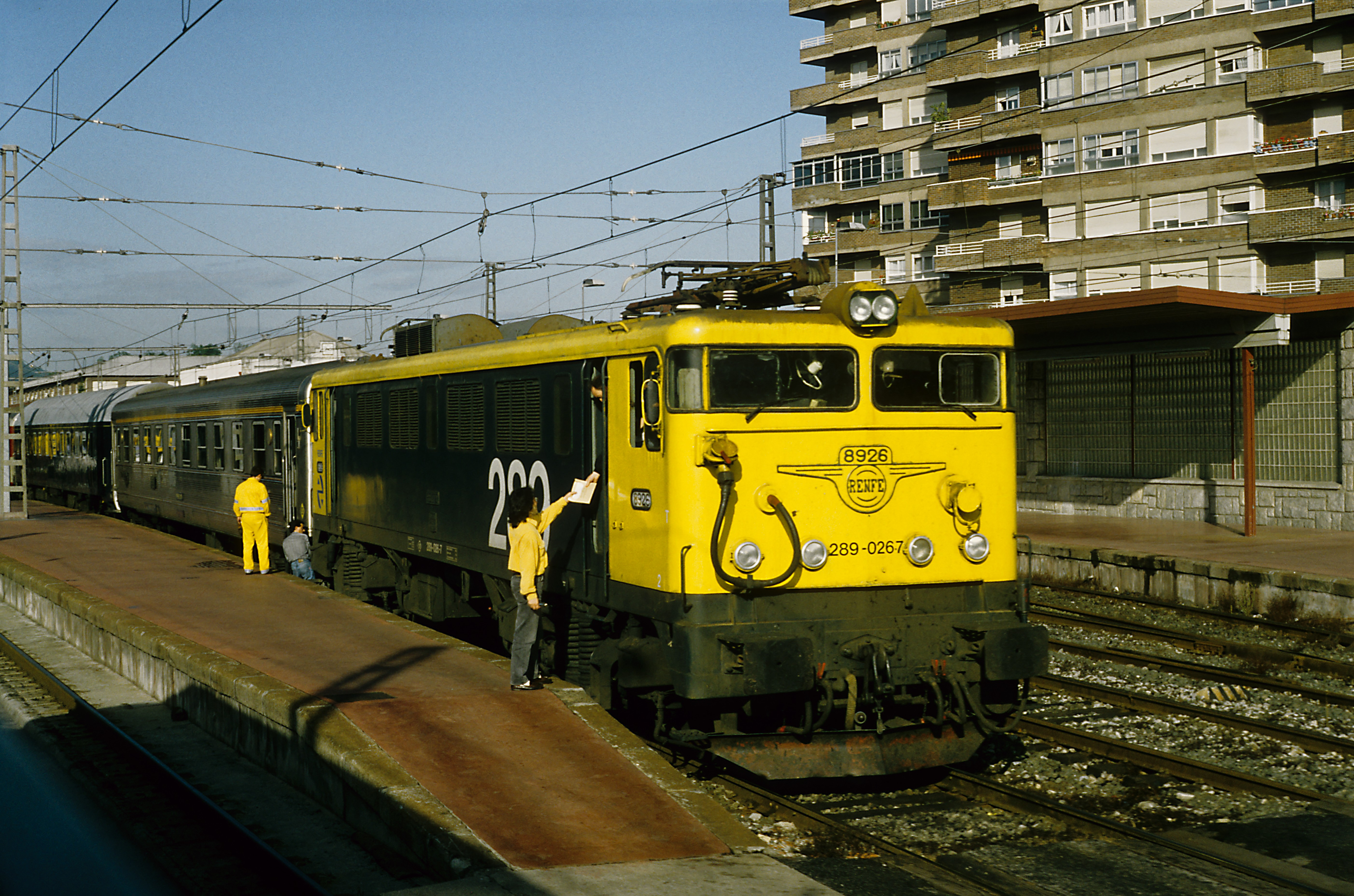
289形電気機関車

## 導入までの経緯
スペイン北部のヒホンとレオンを結ぶヴェンタ・デ・バニョス＝レオン線は、両都市の間に聳えるカンタブリア山脈を越える。同山脈は古期造山帯と新期造山帯の境界に位置する、イベリア半島の中では標高が高い山脈の一つで、それに伴い同線には標高1,021 mから1,270 mの地点を通るパハーレス越えと呼ばれる区間が存在するが、この区間は勾配を上げるために曲線が連続し、さらにそのうちの350カ所の区間は曲率半径が300 mから350 mとなっていることから、そのような路線に適応した性能を持つ機関車が求められており、早くから電化工事が行われ、イギリスのイングリッシュ・エレクトリックおよびバルカン・ファウンドリーで製造された277形電気機関車が活躍していたが、老朽化が進行していたことから、より強力で粘着力のある高性能な電気機関車が求められていた。
そこで、路線の運営・管理を行うレンフェは、当時最新の技術であったチョッパ制御を採用した電気機関車を2形式発注することを決定。一つはドイツおよびスイスの企業、クラウス・マッファイとブラウン・ボベリを筆頭とする連合へ発注され、もう一つは日本の三菱グループへ発注された。こうして、三菱グループが開発したのがこの251形電気機関車である。

ヴェンタ・デ・バニョス＝レオン線の路線図 濃い赤色
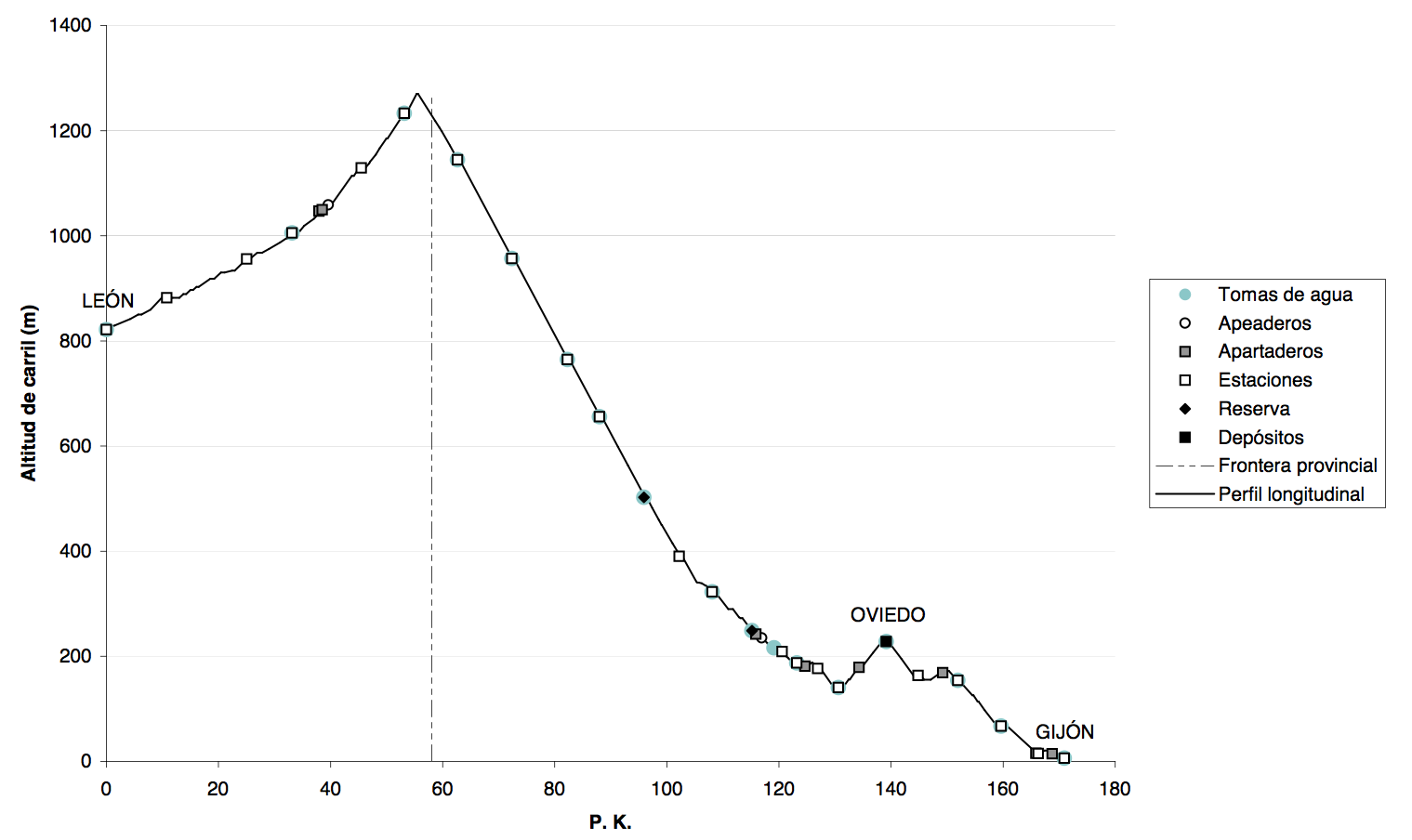
レオン・ヒホン間の標高断面図
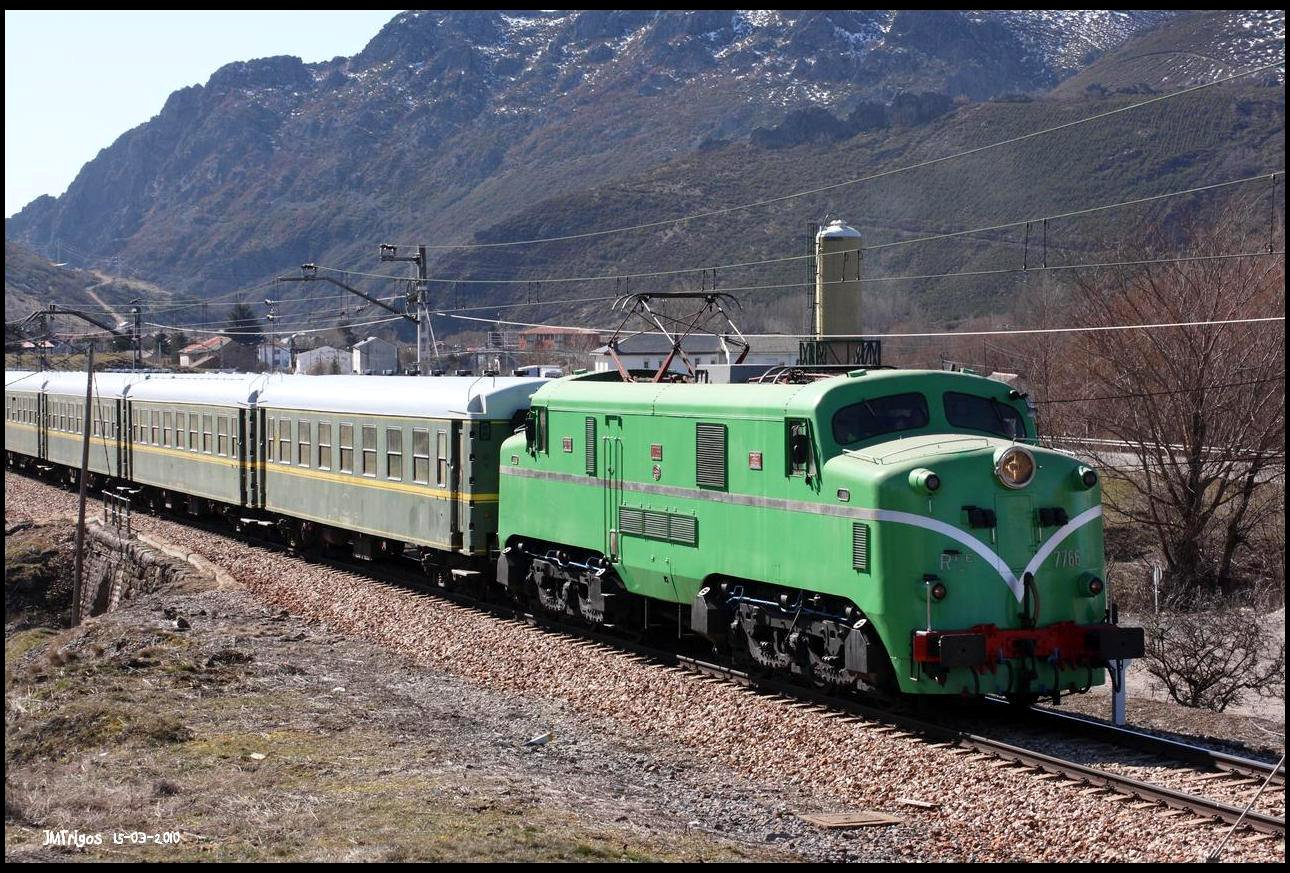
277形電気機関車

## 車両の概要

### 車体

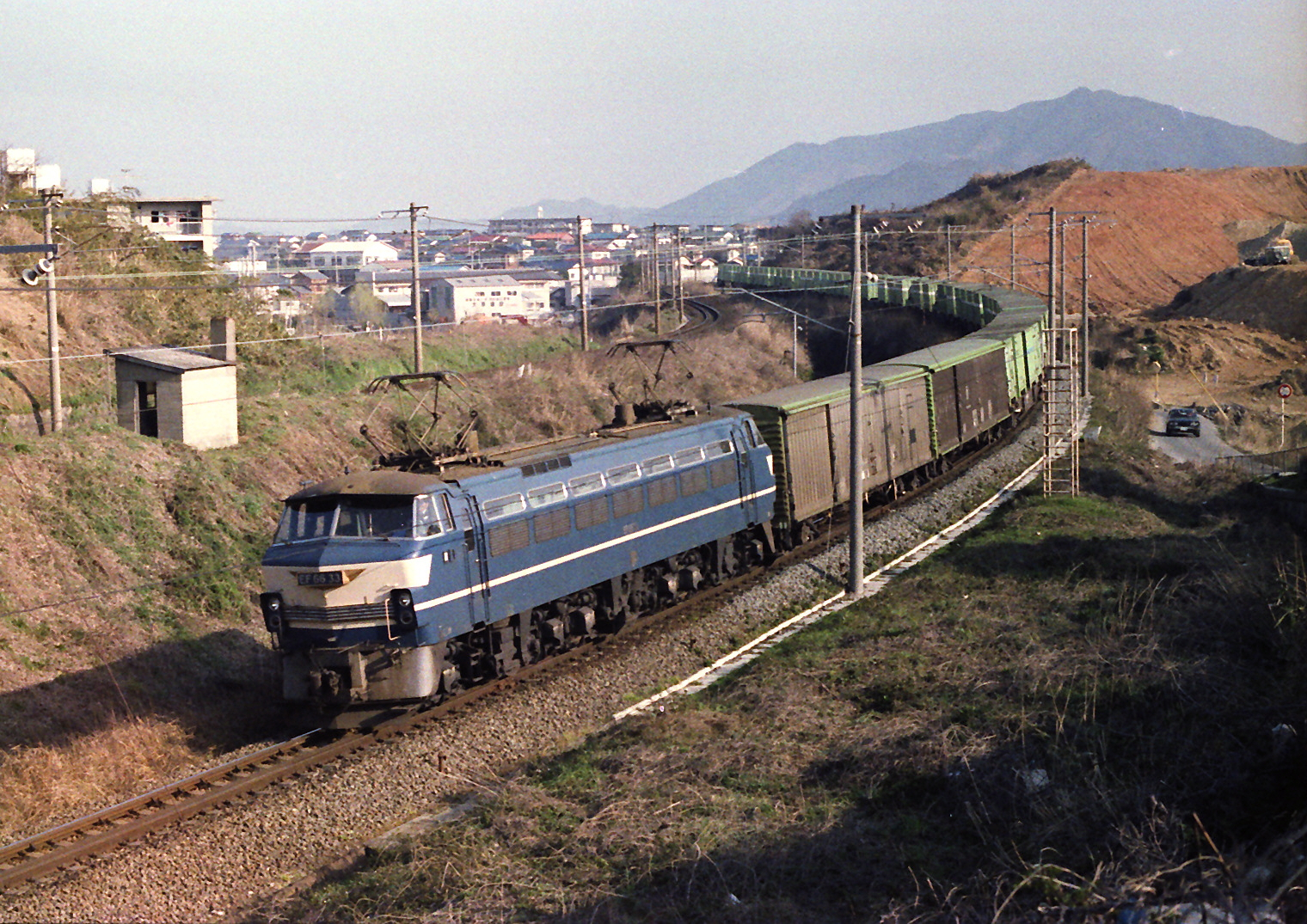
設計のベースとなった
国鉄EF66形0番台

設計は三菱グループにおいて行われ、車体のデザインといくつかの性能は日本国有鉄道のEF66形電気機関車0番台に由来しており、前面窓下にステンレスの飾り帯が設置されている点も共通。5つに分割された機関室には空調と防音装置が装備され、車体両端には補助装置と電動発電機（MG装置）が設置されている。
前面の窓は、車体デザインの基礎となっている日本国鉄のEF66形と違い、パノラミックウインドウではなく、通常のものが2枚設置されており、それぞれに標高1,000 m越えの区間におけるつららなどに対する保護として16 mmのシールドが施され、運転台は人間工学を取り入れた設計とされた。屋根は5つの区画に分かれており、点検の際にはクレーンにより、車内の機器をその区画ごとに取り外しすることができる。

### 主要性能
運用される現地の路線の電圧に合わせて、直流3,000 V用の電気機器を搭載しており、機関車1両あたりの連続定格出力は4,650 kWである。
制御方式は合成周波数1,800 Hzの電機子チョッパ制御で、本形式が導入される2年前の1980年に同じく日本の三菱重工業三原製作所で2両が製造・輸出された269形電気機関車600番台において実践された性能をもとにしている。勾配の多い区間を走行することから、粘着力強化のために1つの台車につき1つの主電動機を設置し、WN駆動を採用。万が一1つの主電動機に不具合が出た場合に、ほかの主電動機で補うことができるようになっているほか、台車心皿直下の主電動機を設置する空間が大きい構造から、歯数比を変更する変速機の搭載が可能となっており、それを利用し、旅客列車牽引時と貨物列車牽引時で歯数比を変更することで円滑で効率の良い運用を実現させている。
ブレーキ装置は空気ブレーキと真空ブレーキ、および発電ブレーキと手ブレーキを搭載。運転台に設置されている切り替えスイッチにより、使用するブレーキの種類を変更することができるようになっているが、真空ブレーキの機能については、対応する被牽引車両の老朽化に伴う空気ブレーキ搭載車両への置き換えより実質上の使用停止となり、機関車の両端に設置されていた真空バルブは1990年代に撤去された。
日本の三菱重工業三原製作所で2両が、スペインの鉄道車両メーカーである CAF と MACOSA で28両の合計30両が製造された。

### 台車
台車は本形式以前に三菱グループがレンフェへ納入した電気機関車各種と同様のものを履いている。

### 特筆事項
本形式は、日本で製造された直流電動機を有する電気機関車の中で最も出力と車体が大きいものでかつ、1980年代前半のヨーロッパにおけるもっとも強力な電気機関車の一つでもあり、また三菱重工業が最後に製造した電気機関車でもある。

## 沿革

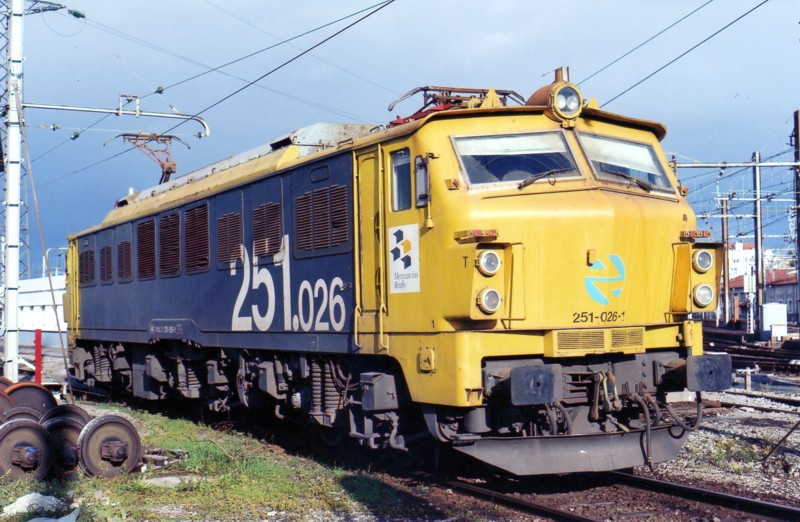
251-026号機
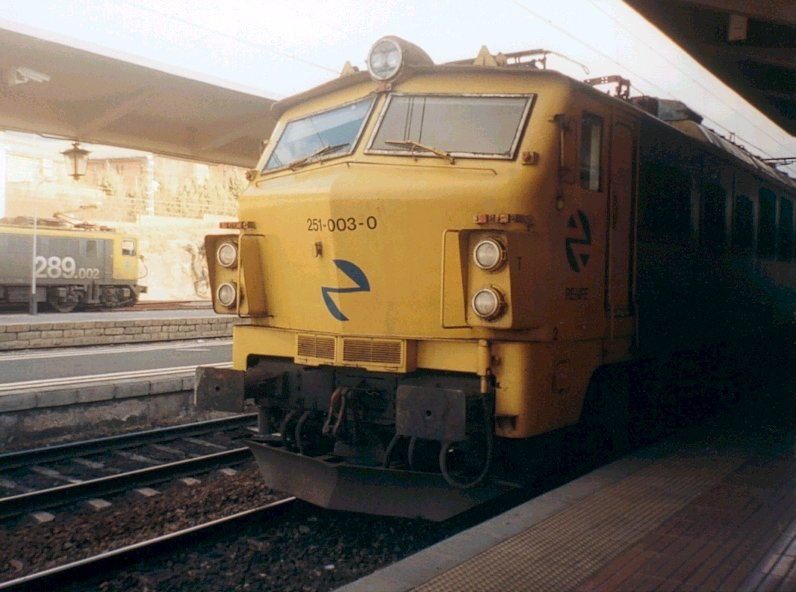
251-003号機 真空ブレーキ用のバルブが撤去されていることがわかる
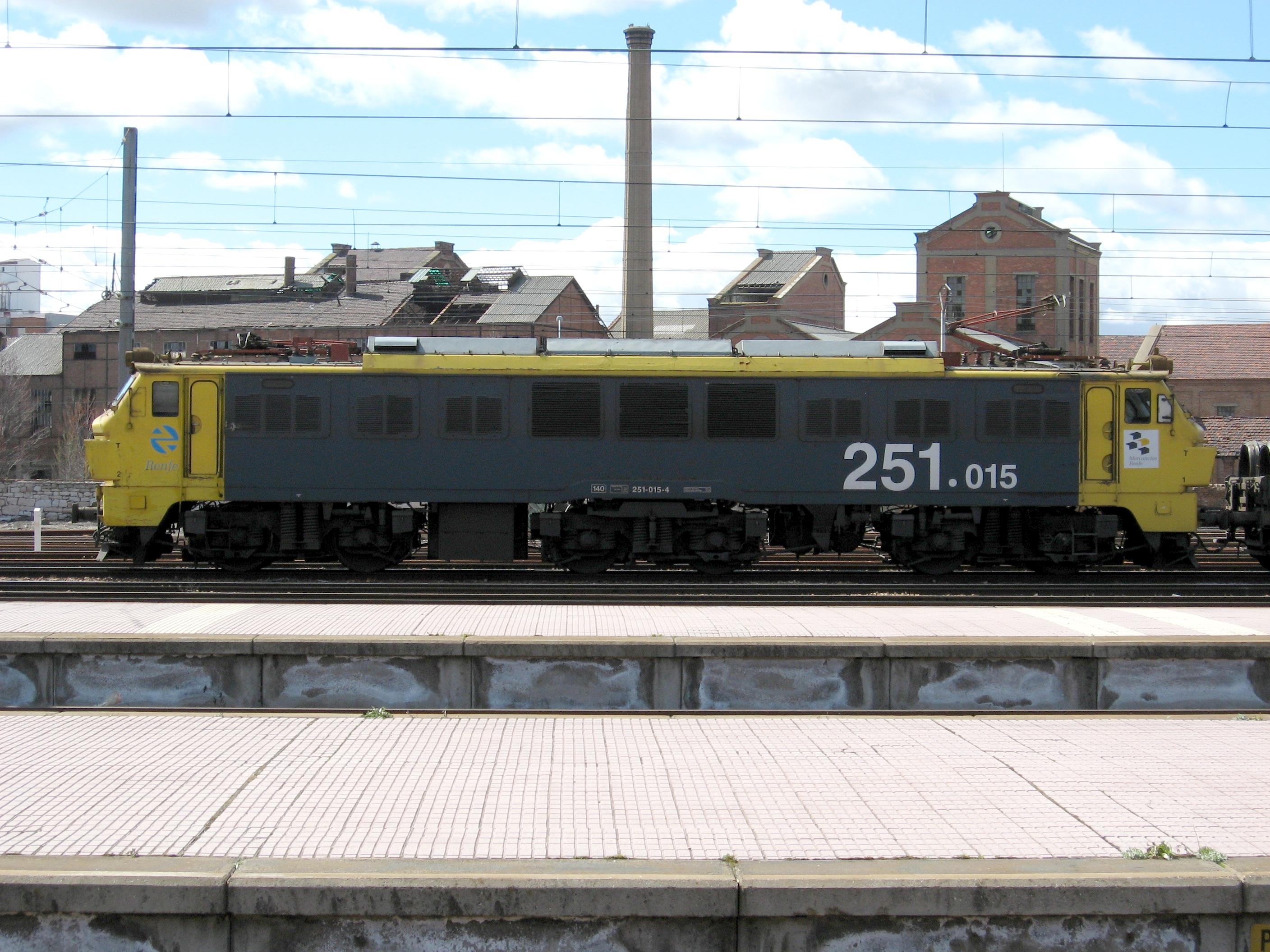
251-015号機 側面

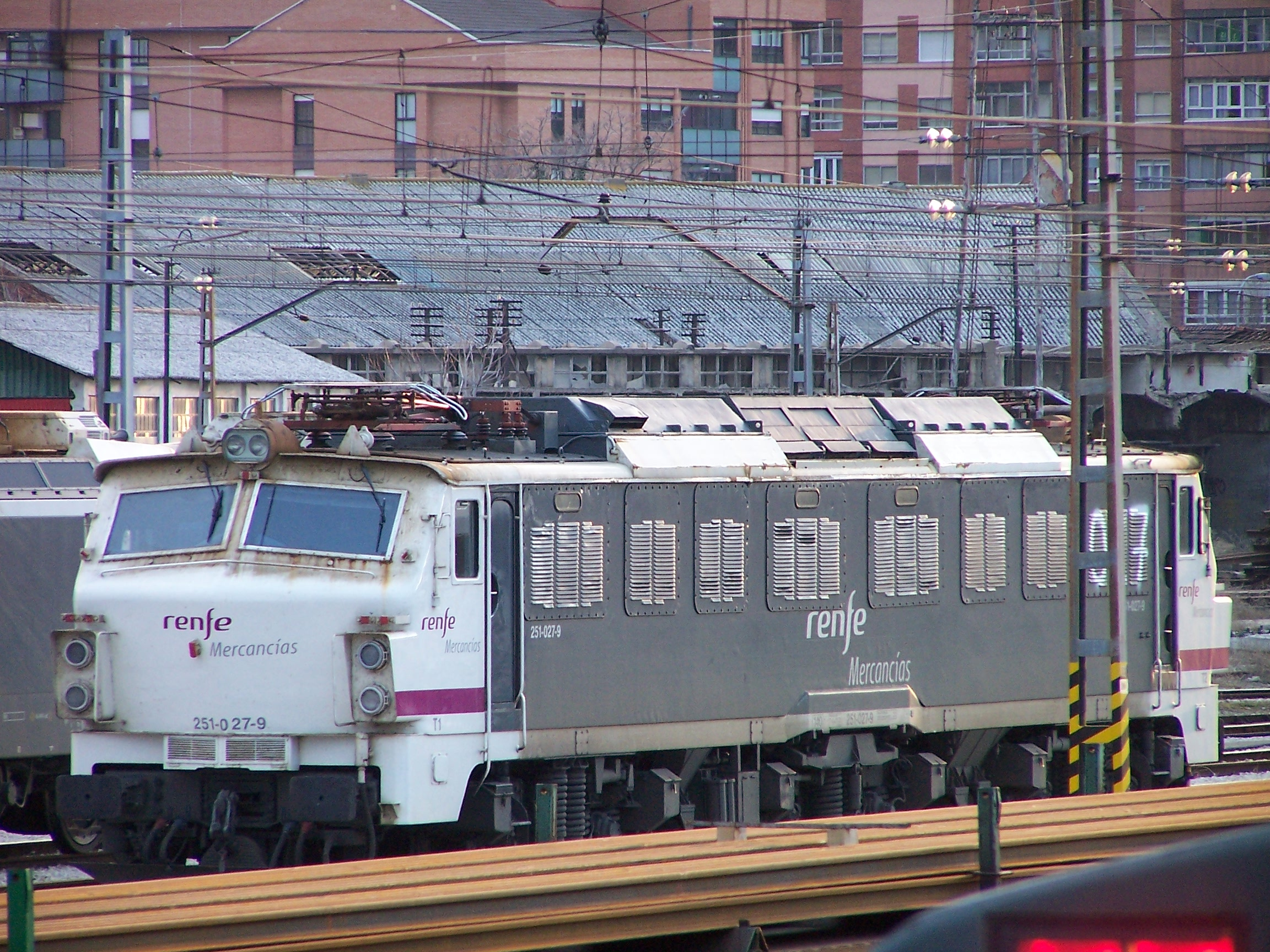
251-027号機
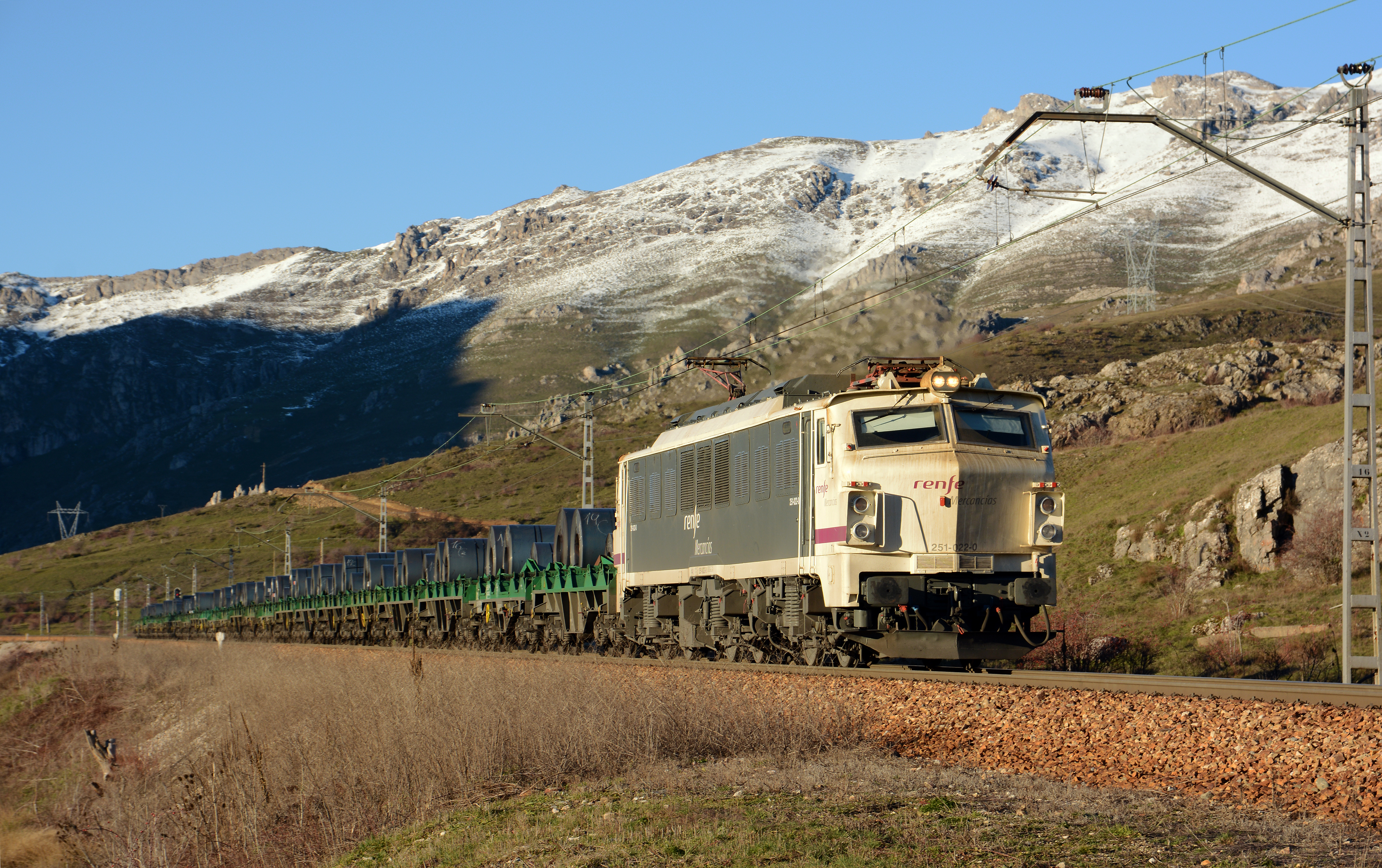
251-022号機 超重量の鋼板輸送列車を牽引
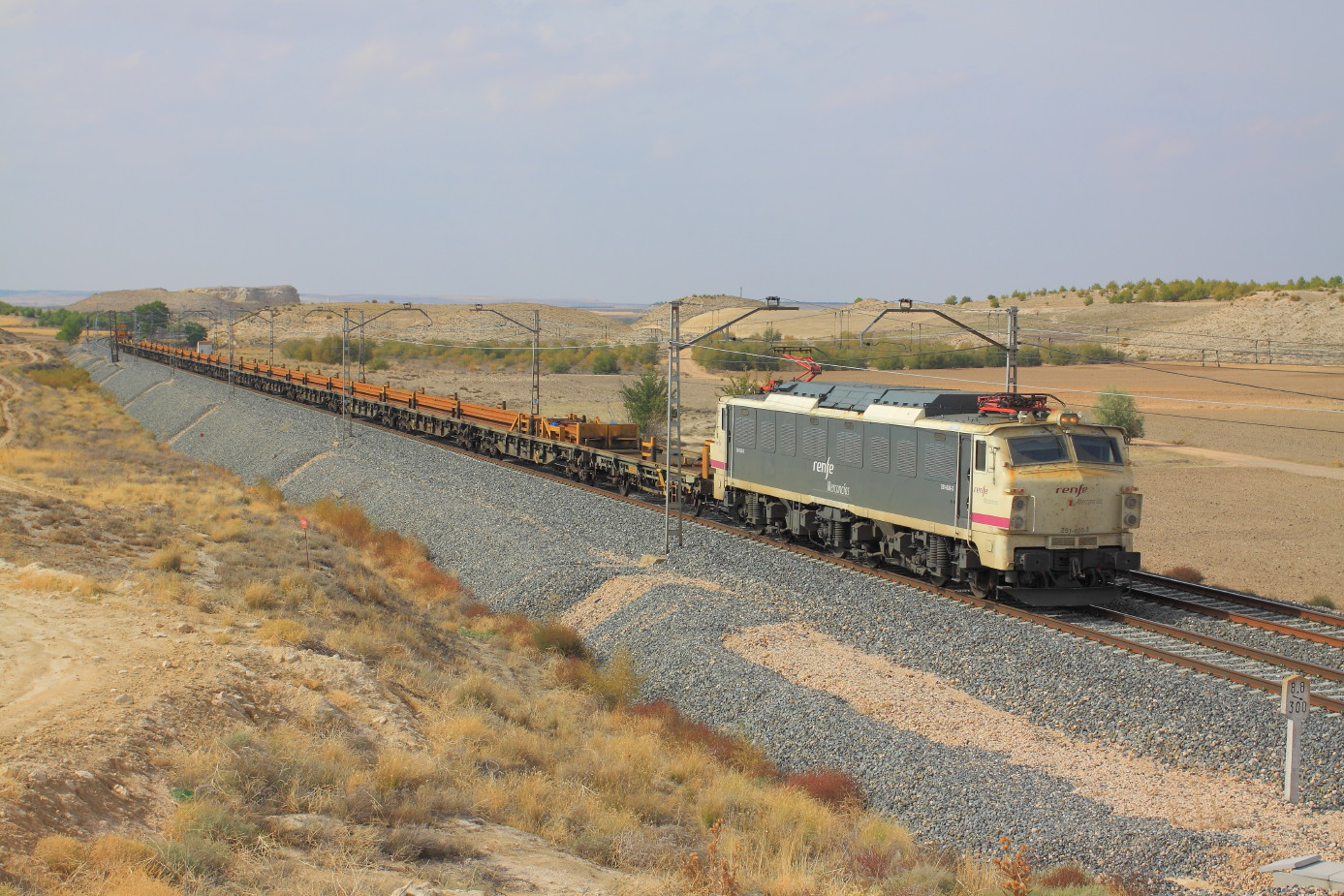
251-030号機 ラ・マンチャ地方

1981年9月30日に最初の2両の艤装が三菱重工業の三原製作所で完了し、通電など様々な種類の試験が繰り返し行われた。その後、三原からバルセロナへ向けて輸出され、翌1982年5月4日に現地で陸揚げされたのち、バスク州・ベアサインにあるCAFの本社工場へ送られた。そこで細かな調整を受けたのち、翌1982年の7月と8月にヒホンとレオンの間を始めとしたスペイン各地で試運転が行われ、途中で一部のトンネルの側面に雨どいが接触するトラブルが発生したものの、山地区間においては時速50 kmで1,000ｔの貨物列車の牽引、平地区間では750ｔの旅客列車の牽引を時速75 kmから時速140 kmで行うという内容で好調な記録を残した。これに続き、同年内にCAFで現地製造初となる251-003号機が落成。翌1983年にはCAFと並ぶスペインの鉄道車両メーカーMACOSAでの製造が開始された。
営業運転の開始は1982年の10月からであり、全車両がアストゥリアス州のオビエド機関区に配置され、カスティーリャ・イ・レオン州内で採掘された鉄鉱石をアストゥリアス州内の製鉄所で加工し、そこで製造される鋼板を同州の港・ヒホンやバレンシア州のバレンシア港へ運ぶものに代表される重量級の貨物列車の牽引のほか、マドリード - ヒホン間など同国北西部と首都を結ぶ旅客列車の牽引も行った。
旅客列車の牽引については、平地区間においては最高速度160 km/hで開始されたが、最高速度時における中間台車における蛇行動が問題となったことから、140 km/hへ引き下げられた。
1990年代に入り、前面窓下に設置されていた、銀色の飾り帯と前面窓下の車両番号プレート掲示板が雨水による腐食を理由に撤去された。そして、それと並行するように塗装の変更も行われ、車体両端が黄色、車体中央が灰色の俗にタクシー塗装と呼ばれるものになったが、251-004号機は登場時からの形態を保ち運用され、その特徴からLa Reina（女王）と呼ばれている。
また、252形電気機関車が登場した1990年代初頭から1994年にかけて定期旅客列車の牽引から離脱し、以降は旅客列車の牽引は他形式の機関車の代走、もしくはごくごく一部の臨時のみの担当となっている。これは、1991年に行われたレンフェの事業の部門別分割により、本形式の車両全てが貨物列車の運行を行うカルガス（貨物）部門に割り当てられたことによるもので、1990年代中盤以降はカルガスの名称が入った緑色のロゴが運転室側面に張り付けられた。のちにこの部門は他の部門と統合してメルカンシアス（商品・貨物輸送）部門として再編されている。
1995年にトップナンバーの251-001号機がガリシア州内で火災により損傷し、1999年に廃車・解体されたほか、2010年には251-009号機がセゴビア近郊で発生した保安装置の動作不良による追突事故で廃車となったものの、残りの28両のうち上記の251-004号機を除く27両は車体両端を白色、車体中央を灰色、そして白色部分に紫色の帯を入れた、民営化企業、レンフェ・オペラドーラの企業カラーであるパントーネ塗装を纏い、引き続き1列車あたり2000 tを超える超重量級の鋼板輸送列車などの貨物列車の牽引を行っている。
なお、本形式が投入され、大きな力となっているヒホン - レオン間のうち、曲線と勾配が連続する峠越えの区間においては、同所を迂回し、新たに開通する予定の標準軌の高速線と併用する全長約24 kmのパハーレストンネルの建設が行われ、すでに貫通している。このノンネルは坑内における大量の出水の影響で完成が遅れているものの、2020年代前半には完成する予定で、それと同時に従来の峠越え区間は付け替えの形で廃止されることが見込まれていることから、本形式の同トンネル開通後の動向が注目される。
登場時の塗装

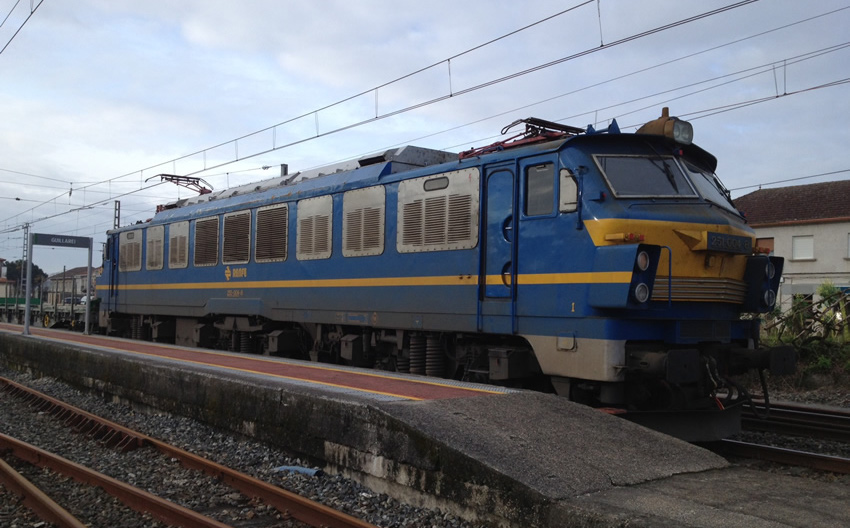
251-004号機
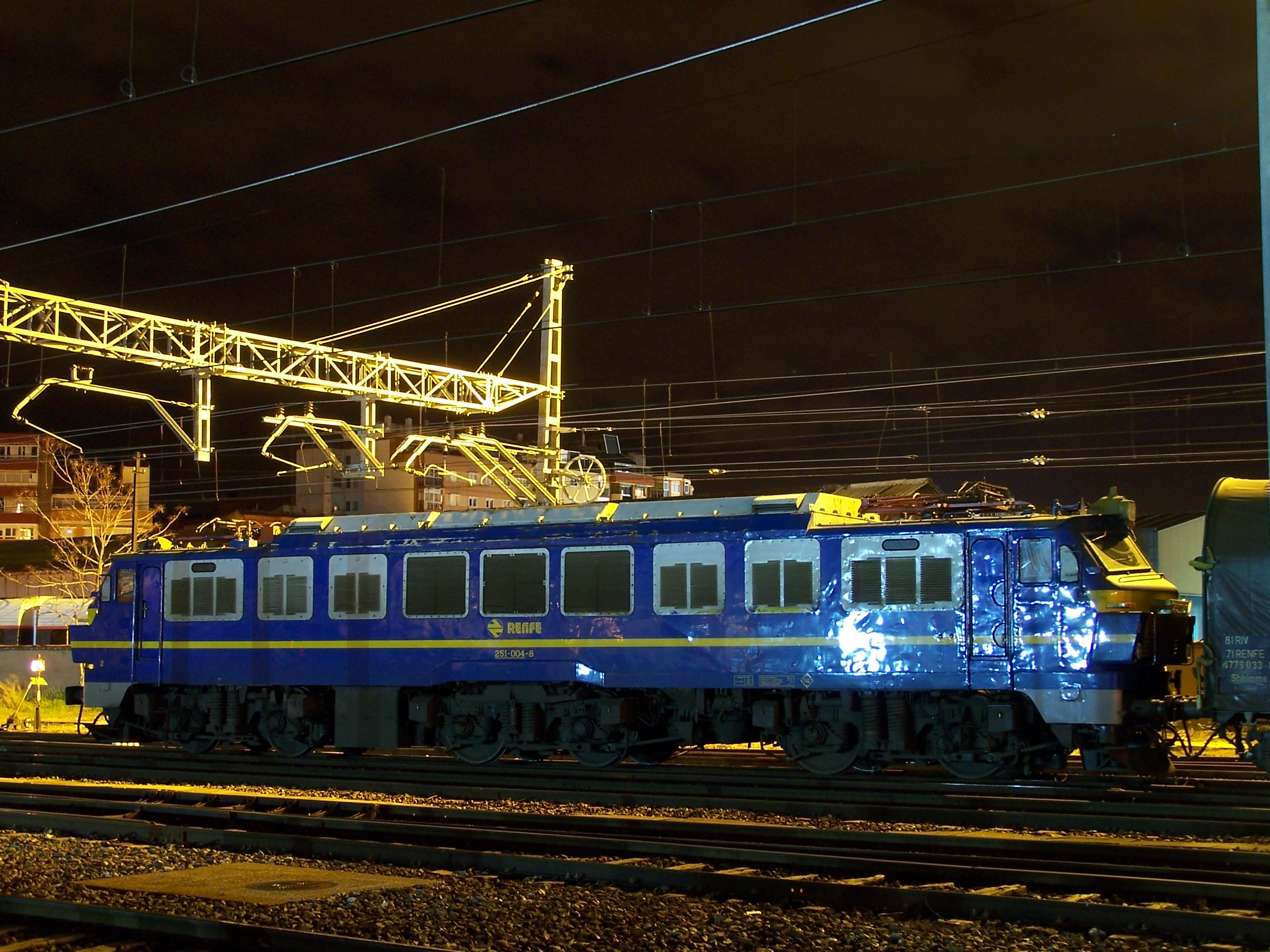
251-004号機 側面
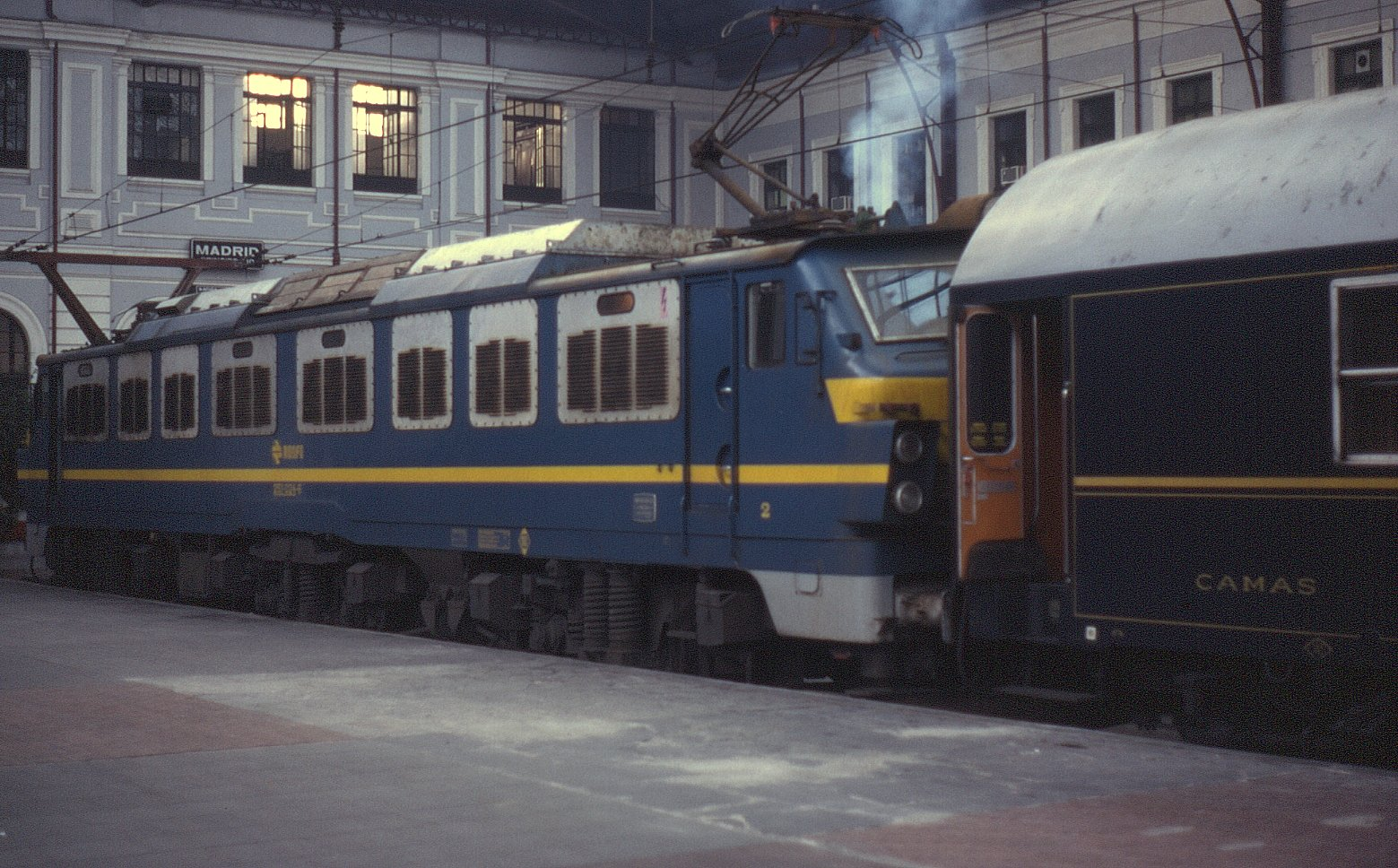
251-024号機 国際寝台車会社の寝台車を牽引しマドリードに到着（1991年）
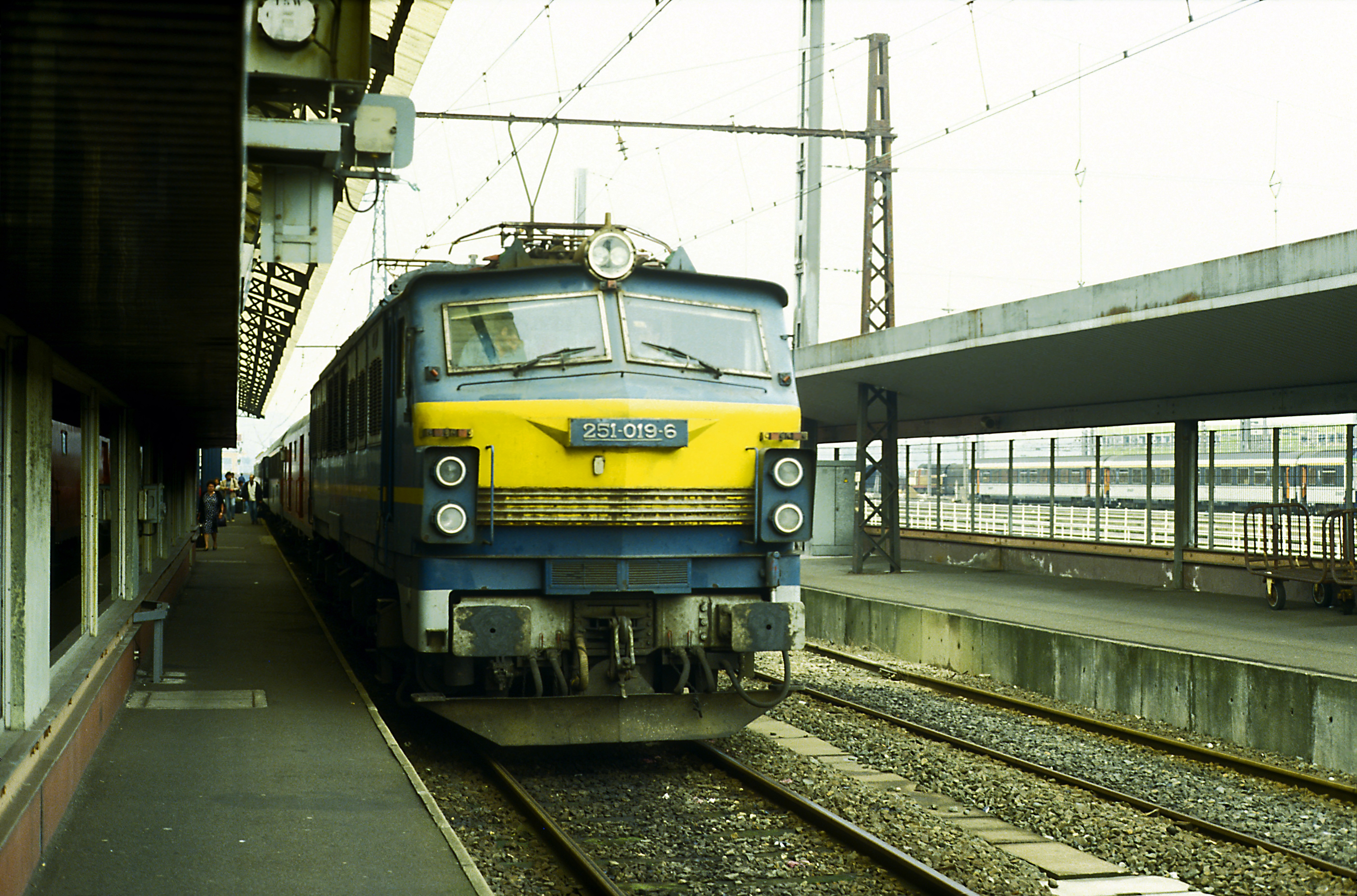
251-019号機 フランス国境を越えたアンダイユ駅に停車（1993年）

タクシー塗装（二代目）
- 251-026号機
- 251-003号機
真空ブレーキ用のバルブが撤去されていることがわかる
- 251-015号機
側面

パントーネ塗装（最新）
- 251-027号機
- 251-022号機
超重量の鋼板輸送列車を牽引
- 251-030号機
ラ・マンチャ地方

## 製造・番号表
以下に製造・番号を示す。なお、ここにおける塗装の名称は、登場時の青色と黄色ものを原色、1990年代からの黄色と灰色のものをタクシー、2005年の民営化以降に採用され、白色・灰色と紫色のものをパントーネとする。
すべての機関車は新製時と同様、アストゥリアス州・オビエドに拠点を置いているが、従来のオビエド機関区が周辺の地下化工事に伴い廃止されたため、代替として同所近郊のジャネラ（スペイン語: Llanera）機関区に配置されている。
| 番号    | 製造年 | 製造所                | 塗装（2020年） | 運用状況 | 備考                                  |
| ------- | ------ | --------------------- | -------------- | -------- | ------------------------------------- |
| 251-001 | 1982   | 三菱重工業 三原製作所 |                | 引退     | 1995年に火災で損傷 1999年に廃車・解体 |
| 251-002 | 1982   | 三菱重工業 三原製作所 | パントーネ     | 現役     |                                       |
| 251-003 | 1982   | CAF                   | パントーネ     | 現役     |                                       |
| 251-004 | 1983   | MACOSA                | 原色           | 現役     | 製造番号691 登場時の塗装・形態を残す  |
| 251-005 | 1982   | CAF                   | パントーネ     | 現役     |                                       |
| 251-006 | 1982   |                       | パントーネ     | 現役     |                                       |
| 251-007 | 1983   | MACOSA                | パントーネ     | 現役     | 製造番号692                           |
| 251-008 | 1983   | MACOSA                | パントーネ     | 現役     | 製造番号693                           |
| 251-009 | 1982   | CAF                   |                | 引退     | 2010年に事故廃車・解体                |
| 251-010 | 1982   | CAF                   | パントーネ     | 現役     |                                       |
| 251-011 | 1983   | MACOSA                | パントーネ     | 現役     | 製造番号694                           |
| 251-012 | 1983   | MACOSA                | パントーネ     | 現役     | 製造番号695                           |
| 251-013 | 1982   | CAF                   | パントーネ     | 現役     |                                       |
| 251-014 | 1982   |                       | パントーネ     | 現役     |                                       |
| 251-015 | 1982   |                       | パントーネ     | 現役     |                                       |
| 251-016 | 1982   |                       | パントーネ     | 現役     |                                       |
| 251-017 | 1983   | MACOSA                | パントーネ     | 現役     | 製造番号696                           |
| 251-018 | 1983   | MACOSA                | パントーネ     | 現役     | 製造番号697                           |
| 251-019 | 1983   | CAF                   | パントーネ     | 現役     |                                       |
| 251-020 | 1983   | CAF                   | パントーネ     | 現役     |                                       |
| 251-021 | 1983   | CAF                   | パントーネ     | 現役     |                                       |
| 251-022 | 1983   | CAF                   | パントーネ     | 現役     |                                       |
| 251-023 | 1983   | MACOSA                | パントーネ     | 現役     | 製造番号698                           |
| 251-024 | 1983   | MACOSA                | パントーネ     | 現役     | 製造番号699                           |
| 251-025 | 1983   | CAF                   | パントーネ     | 現役     |                                       |
| 251-026 | 1983   | CAF                   | パントーネ     | 現役     |                                       |
| 251-027 | 1983   | CAF                   | パントーネ     | 現役     |                                       |
| 251-028 | 1983   | CAF                   | パントーネ     | 現役     |                                       |
| 251-029 | 1984   | MACOSA                | パントーネ     | 現役     | 製造番号700                           |
| 251-030 | 1983   | CAF                   | パントーネ     | 現役     |                                       |

## 幻の計画
1989年にブラジルの国有鉄道・ブラジル連邦鉄道は老朽化したイギリス・イングリッシュ・エレクトリック製の電気機関車を置き換えるため、スペイン政府の支援のもとでCAFに12両の電気機関車を発注する契約を結び、CAFは当機と同型のものをブラジル・サンパウロ州内の1,600 mm軌間の路線へ導入することを決定した。しかし、当時ブラジル連邦鉄道は大幅な赤字を出しており、ブラジル政府はこの契約を認可しなかったため、導入は幻となった。